# 石之森萬畫館
石之森萬畫館（日语：石ノ森萬画館），又名石卷漫畫館，是位於日本宮城縣石卷市的一座博物館。它於2001年7月23日開幕，以紀念漫畫家石之森章太郎的作品，該博物館坐落在面向太平洋和田代島的海灣上，因此又稱「漫畫島」。
在2011年日本東北地方太平洋近海地震而長期關閉後，博物館向公眾關閉以進行維修工程，最終則於2012年11月17日重新開放。

## 概要
石之森章太郎（本名：小野寺正太郎）出生於宮城縣登米郡（登米市）石森町。在初中和高中時，他常常騎自行車兩到三個小時前往石卷市的電影院「岡田劇場」。為此，石之森將這座城市視為他的第二故鄉。 
1995年，時任石卷市市長的菅原航平會見了石之森，向對方提出合作邀請以振興當地漫畫產業。並在1996年製定了《石卷漫畫土地基本計劃》。
2001年，石卷市政府成立第三部門城鎮管理機構「町造萬博株式會社」，負責管理石之森漫畫博物館。同年7月23日，石之森漫畫博物館開館，作為收藏和展示石之森作品、原畫以及相關展示物的設施。漫畫家水島新司被任命為第一任館長至2003年，矢口高雄被任命為第二任館長。現任導演是小野寺彰，他也是石森製作所的社長。
2010年11月23日，石之森萬畫館參觀人數突破200萬。
2011年3月11日之後，博物館由於東日本大地震影響下關閉。大多數員工將在同月31日被解僱。後再進行重建工程後，石之森萬畫館於2012年11月17日重新開放。
2
在2013年2月12日至2013年3月22日期間，石之森萬畫館再次閉館以更新館內展品，2013年3月23日全面開放。 
2021年7月，博物館迎來建館20週年。

## 博物館
一樓
- 石之森章太郎之手銅像
- 影像大廳
- 博物館商店。

二樓
- 常設展覽室
- 特別展覽室

三樓
- 圖書館
- 多媒體工作坊
- “藍區”咖啡館

## 外部連結
- 官方网站
- 石之森萬畫館官方網站
- 石之森萬畫館的X（前Twitter）
- 株式会社街づくりまんぼう
  - 石巻マンガロード
  - 仙石線マンガッタンライナー
  - 石巻線マンガッタンライナー
- 石之森萬畫館 （页面存档备份，存于） - 日本設計介紹。
- 施工作品　石之森萬畫館 （页面存档备份，存于）